# 鋁製聖誕樹

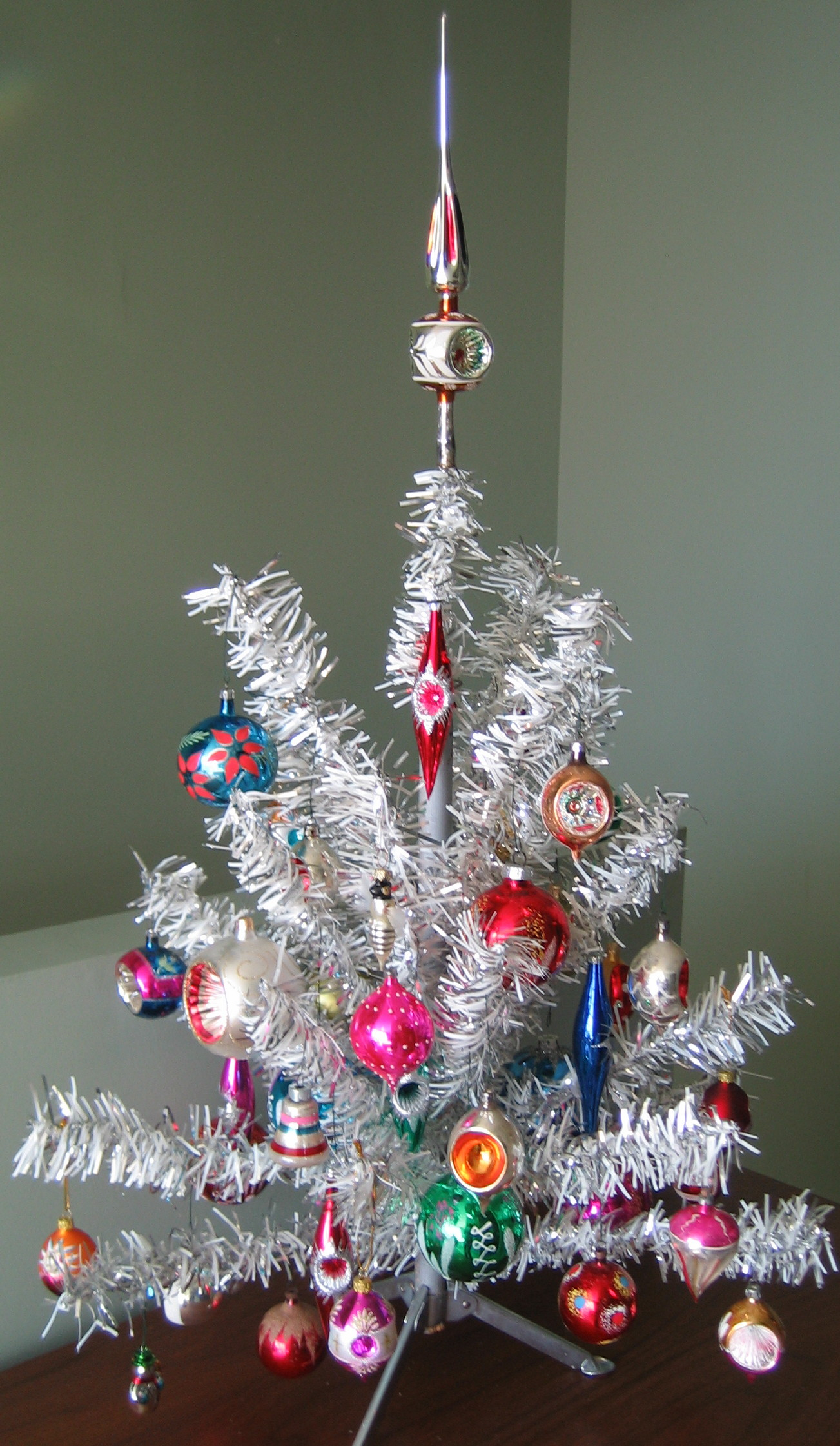
一棵鋁製聖誕樹

鋁製聖誕樹（英語：Aluminum Christmas tree）是一種以铝為主要材料的人造圣诞树，誕生於美國，1958年在芝加哥首次出現並至20世紀60年代中期在美國很流行。位在芝加哥的摩登鍍膜公司製造了旋轉色環使其聖誕樹照亮。後來威斯康辛州馬尼托沃克成為鋁製聖誕樹的主要產地。鋁製聖誕樹一直生產到1970年代，而其鼎盛時期則是從出現之日到1965年，並在之後由比爾·門勒德茲導演以此題材製成查理·布朗的聖誕節的劇本。